# Milane
Die Milane i. e. S. (Milvus) sind eine Gattung der Greifvögel innerhalb der Familie der Habichtartigen (Accipitridae). Die Gattung enthält drei Arten, dabei handelt es sich um den fast ausschließlich in Europa lebenden Rotmilan (Milvus milvus), den über weite Teile Europas, Asiens und Australiens verbreiteten Schwarzmilan (Milvus migrans) sowie um den in Afrika beheimateten, gelbschnabeligen Schmarotzermilan (Milvus aegyptius). Der Artrang der in wenigen Paaren auf den Kapverden  vorkommenden Milanart (Milvus fasciicauda oder Milvus milvus fasciicauda) ist umstritten.

## Merkmale
Milane sind mittelgroße Greifvögel mit langen, im Flug im Karpalgelenk angewinkelten, tief gefingerten Flügeln. Durch die schlanke Gestalt und die langen, schmalen Flügel weisen sie im Flug einige Ähnlichkeit mit den nicht näher verwandten Weihen auf, was sich beim Rotmilan auch in den Trivialnamen Königsweihe und Gabelweihe niederschlägt. Der letztere ist dadurch inspiriert, dass der auffallend lange Schwanz im Gegensatz zu den Weihen gekerbt ist – beim Schwarzmilan leicht, beim Rotmilan stark. Die meist gesellig lebenden Milane sind Suchflugjäger und ausgezeichnete Segelflieger. Sie sind bräunlich gefärbt, der Kopf ist sehr hell, zuweilen fast weiß. Milane ernähren sich sowohl von lebender Beute als auch von Aas. Die Nominatform des Schwarzmilans zeigt eine besondere Vorliebe für Fisch. Die Zugstrategien von Schwarzmilan und Rotmilan sind unterschiedlich, sie können sowohl Langstreckenzieher, Kurzstreckenzieher als auch Standvögel sein. Milvus aegyptius ist mehrheitlich Kurzstreckenzieher, beziehungsweise führt außerhalb der Brutzeit ein nomadisches Leben.

## Systematik
Die Schwestergruppe und damit die nächsten Verwandten der Milane ist die Gattung Haliastur, deren zwei Arten im Deutschen ebenfalls als Milane bezeichnet werden (Brahmanenmilan (Haliastur indus) und Keilschwanzmilan (H. sphenurus)). Die von den zwei Gattungen gebildete Klade ist wiederum die Schwestergruppe der Seeadler (Gattungen Haliaeetus und Ictyophaga). Alle vier Gattungen zusammen werden im Tribus Milvini zusammengefasst, der zur Unterfamilie der Bussardartigen (Buteoninae) in der Familie der Habichtartigen (Accipitridae) gehört.

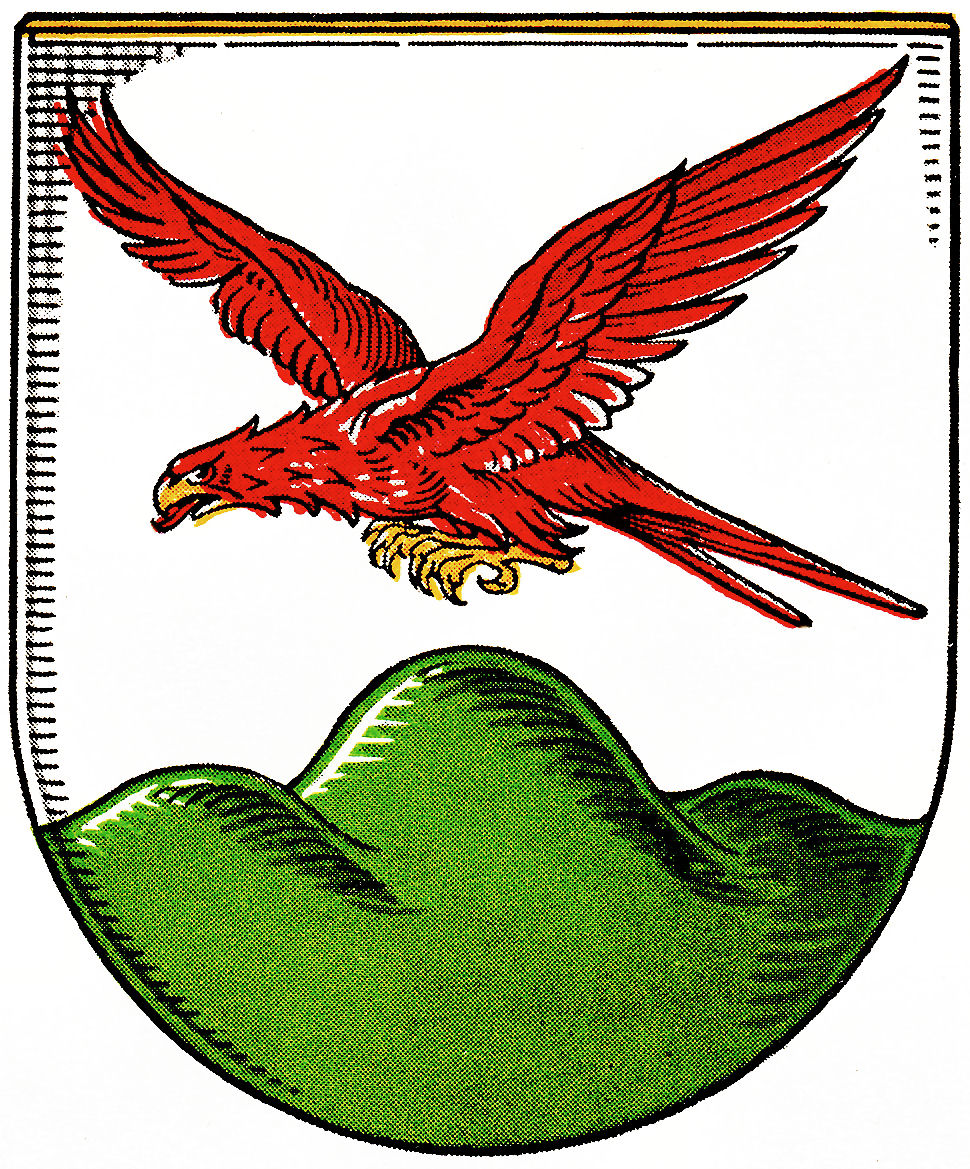
Wappen von Lübbrechtsen

## Etymologie
Der Name Milan stammt vom französischen Wort milan und bezeichnet dort ebenfalls diese Greifvögel. Er leitet sich von dem lateinischen milvus ab.

## Rezeption
Der französische Dichter Jean de Lafontaine widmet dem Vogel einen Platz in der Fabel Der Milan und die Nachtigall.